# Rachidicola palmae
Rachidicola palmae är en svampart som beskrevs av K.D. Hyde & J. Fröhl. 1995. Rachidicola palmae ingår i släktet Rachidicola, klassen Dothideomycetes, divisionen sporsäcksvampar och riket svampar.   Inga underarter finns listade i Catalogue of Life.